# Aethaloida
Aethaloida är ett släkte av fjärilar. Aethaloida ingår i familjen mätare.
Kladogram enligt Catalogue of Life:
| Aethaloida | \| \| Aethaloida homopteroides \| \| \| \| \| \| Aethaloida lachrymosa \| \| \| \| \| \| Aethaloida packardaria \| \| \| \| |
|            | \| \| Aethaloida homopteroides \| \| \| \| \| \| Aethaloida lachrymosa \| \| \| \| \| \| Aethaloida packardaria \| \| \| \| |
|            | Aethaloida homopteroides |
|            | |
|            | Aethaloida lachrymosa |
|            | |
|            | Aethaloida packardaria |
|            | |